# Seth Lipsky
Seth Lipsky, född 1946 i Brooklyn i New York i USA, är grundare och redaktör för New York Sun, en oberoende konservativ dagstidning i New York. Tidigare har han bland annat arbetat journalitiskt för Wall Street Journal i Asien och Belgien samt för New York Times.